# مايك مور (محامي)
مايك مور (بالإنجليزية: Mike Moore)‏ هو محامي أمريكي، ولد في 3 أبريل 1952 في باسكاغولا في الولايات المتحدة.

## وصلات خارجية
- مايك مور على موقع IMDb (الإنجليزية)
- مايك مور على موقع إن إن دي بي (الإنجليزية)
- مايك مور على موقع قاعدة بيانات الفيلم (الإنجليزية)